# Hortensja dębolistna
Hortensja dębolistna (Hydrangea quercifolia) – gatunek rośliny z rodziny hortensjowatych. Pochodzi z południowo-wschodnich Stanów Zjednoczonych, gdzie rośnie na siedliskach leśnych od Karoliny Północnej na zachód do Tennessee i na południe do Florydy i Luizjany. Krzew liściasty z białymi efektownymi kwiatostanami jest uprawiany jako roślina ogrodowa,  z licznymi odmianami dostępnymi na rynku.
Epitet nazwy łacińskiej „quercifolia” łączy łacińskie słowa quercus („dąb”) i folium („liść”).

## Morfologia
PokrójKrzew liściasty dorastający do 0,9-3,7 m wysokości o luźnym pokroju. Roślina wypuszcza pędy z podziemnych rozłogów i często rośnie w grupach. Młode łodygi pokryte są jasnobrązową, filcowatą korą, a starsze pędy mają atrakcyjną cynamonowo-brązowo-pomarańczową korę, która strzępi się i łuszczy cienkimi płatkami.
LiścieDuże, miękkie, 3-7 klapowane, ciemnozielone, spodem filcowato owłosione liście, opadające na zimę, złocistożółte wiosną,  intensywnie wybarwione  jesienią na kolor czerwonofioletowy.  Są duże - 10,2–30,5 cm. Rośliny rosnące w cieniu mają większe liście niż te rosnące w słońcu.
KwiatyZebrane w wyprostowane wiechy o wysokości 15–30 cm i szerokości 7–12 cm na końcach pędów. Kwiaty początkowo kremowobiałe, w miarę rozwoju zmieniają barwę do różowego, a jesienią i zimą są suche, rdzawobrązowe. W przeciwieństwie do hortensji ogrodowej, kolor kwiatów nie zmienia się w zależności od pH gleby. Hortensja dębolistna i hortensja bukietowa to jedyne hortensje mające kwiaty zebrane w stożkowate kwiatostany (wszystkie inne mają kwiaty zebrane w kuliste lub płaskie grona). Zakwita latem (lipiec-sierpień) tworząc duże luźne kwiatostany, które zdobią krzew przez długi okres, aż do późnej jesieni, a nawet zimy.

## Historia
Hortensja dębolistna została odnotowana po raz pierwszy przez XVIII-wiecznego botanika Williama Bartrama podczas jego eksploracji botanicznej od Karoliny po Florydę Zachodnią w latach siedemdziesiątych XVIII wieku. Wkroczenie hortensji dębolistnej do ogrodów brytyjskich i amerykańskich było powolne. W Wielkiej Brytanii kwitnie mniej obficie, a nawet ma reputację rośliny wrażliwej i delikatnej.

## Uprawa
Hortensja dębolistna jest uprawiana jako roślina ozdobna w ogrodach i parkach. Choć często stanowi osobny obiekt w ogrodach, najlepiej czuje się w naturalnym lub krajobrazowym siedlisku leśnym na tle większych krzewów i drzew. Preferuje półcień do prawie pełnego, z porannym słońcem i popołudniowym cieniem jako optymalnym. Toleruje suszę, ale wtedy może nie kwitnąć. Preferuje gleby lekko kwaśne o pH 5,0-6,5. 
W Wielkiej Brytanii odmiany Snowflake='Brido' i Snow Queen='Flemygea'  otrzymały nagrody Royal Horticultural Society Award of Garden Merit.
Rozmnażanie odbywa się przez cięcie lub podział; ukorzenia się krótkie odcinki skupionych łodyg.
Świeże lub suche kwiaty hortensji dębolistnej są atrakcyjne jako kwiaty cięte i nadają się na suche bukiety.
Hortensja dębolistna nie jest w pełni mrozoodporna (zaliczana jest do strefy mrozoodporności roślin 6B). Konieczna jest ochrona roślin przed mrozem i wiatrem poprzez usypanie kopczyka z torfu u podnóża krzewu, a w rejonach Polski o najchłodniejszym klimacie (głównie na wschodzie) również okrycie całej rośliny słomianym chochołem lub agrowłókniną.
Odmiany uprawne
Oprócz gatunku botanicznego uprawiane są także liczne obficie kwitnące odmiany hortensji dębolistnej o dużych, bardzo dekoracyjnych kwiatostanach. 
- 'Snow Queen' – o głęboko klapowanych liściach, jesienią przebarwiających się na kolor brązowo-purpurowy z niebieskim odcieniem. Kwiaty płonne są półpełne koloru białego z wiekiem różowiejące zebrane w zagięte wiechy.
- 'Snow Flake' – ma duże, pełne, stożkowate 25 cm kwiatostany, które długo utrzymują się na roślinie. Kwiaty płonne są półpełne, kremowobiałe, potem różowieją. Kwiaty płodne są drobne, mało widoczne koloru kremowego.
- 'Harmony' – ma duże 30 cm pełne kwiaty, zmieniają swoją barwę z białej przez delikatnie różową po zieloną.
- 'Sike's Dwarf' – jedna z niższych odmian hortensji dębolistnej.
- ‘Little Honey 'Brihon' – odmiana niska, do 50 cm, na początku sezonu wegetatywnego ma złocistożółte zabarwienie, stopniowo z czasem zmienia swój kolor na jasnozielony, by ostatecznie jesienią zabarwić się na czerwono.
- 'Burgundy' – jedna z najciekawiej wybarwiających się odmian; liście przybierają bordowy odcień i utrzymują się na krzewie nawet do początku grudnia. Kwiatostany osiągają 30 cm długości. Kwiaty płonne są białe, z wiekiem przebarwiają się na różowo. Kwiaty płodne są małe i niepozorne.
- 'Amethyst' – ma atrakcyjne, wiechowate kwiatostany, sztywno osadzone na pędzie, biało zabarwione, z czasem zmieniające barwę na czerwoną.

## Znaczenie kulturowe
Hortensja dębolistna została ogłoszona oficjalnym kwiatem stanu Alabama w 1999 roku.